# EURETS
EURETS (Abkürzung für European Emergency Temporary Shelter) ist ein europäisches Programm zur Bereitstellung von Not- und Behelfsunterkünften. Besonderes Augenmerk richtet das Programm auf das Campmanagement. Es wurde vom Arbeiter-Samariter-Bund Österreichs initiiert.

## Konzept
EURETS ist ein Programm zur Bereitstellung und dem Management von Notunterkünften (Emergency Temporary Shelter - ETS). Ein ETS bietet, hauptsächlich in der Anfangsphase einer Katastrophe Not- und Behelfsunterkünfte mit allen notwendigen Leistungen an. Ein ETS ist ein für 250 Personen ausgelegtes Zeltlager. Wird ein Hilfeangebot angenommen, ist das ETS Modul spätestens 12 Stunden später abreisebereit und bleibt längstens 4 Wochen im Einsatzgebiet oder ein Übergabeprozess wird eingeleitet. 
Das Projekt zielt darauf ab, ein Management System zu entwickeln, dass gemäß der UNHCR Standards:
- für 80 Begünstigte ( 1 Gemeinschaft umfasst 16 Familien mit je 5 Mitgliedern) ausgelegt ist,
- mit zusätzlicher Ausrüstung bis zu 240 Begünstigte (3 Gemeinschaften = Kapazität eines ETS Modules) aufzunehmen und
- auf 4 ETS Module (1.000 Begünstigte) aufgestockt werden kann

Das EURETS Management System greift auf vor Ort gekaufte Ausstattung zurück, um die die Wirtschaft des betroffenen Landes zu unterstützen, nutzt die vorhandene Ausstattung der EU-Mitgliedsstaaten. Zelte und Ausrüstung werden von den EU-Mitgliedsstaaten gestellt.
Besonderes Augenmerk legt das Projekt auf das Campmanagement. Zu einem Team gehören jeweils ein Teamleiter, ein stellvertretender Teamleiter, ein Verbindungsoffizier, ein Arzt, ein oder zwei Rettungssanitäter, zwei Psychologen und vier bis zwölf Mitarbeiter. Dem Team stehen Allradfahrzeuge und ein voll ausgestatteter Bürocontainer zur Verfügung.

## Geschichte
Der österreichische Samariterbund beteiligte sich in Zusammenarbeit mit dem slowakischen Samariterbund, der steirischen Landesregierung und der deutschen Johanniter-Unfall-Hilfe, an einer Projektausschreibung der Europäischen Kommission und entwickelte EURETS.  EURETS ist seit Juli 2010 einsatzbereit. Das Projekt hatte seinen ersten Einsatz bei einer NATO-Übung in Armenien.